# 威尔斯·寇特斯
威尔斯·温特穆特·寇特斯OBE RDI（Wells Wintemute Coates，1895年12月17日—1958年6月17日），英国建筑师、设计师和作家。在他一生的大部分时间里，他都是以一位因他在英国的作品而闻名的外籍加拿大人。他的作品中最著名的是在伦敦汉普斯特德的，被称为伊索康大楼的现代主义的公寓楼。

## 早年
威尔斯·寇特斯于1895年12月17日在日本东京出生，是家中六个孩子里最年长的一个。他的父母是卫理公会的两位传教士：莎拉·艾格尼丝·温特穆特·寇特斯（Sarah Agnes Wintemute Coates 1864-1945）和哈珀·哈弗洛克·寇特斯（Harper Havelock Coates 1865-1934）。
年轻的威尔斯受母亲的影响，立志成为建筑师。他的母亲跟随路易斯沙利文学习建筑学，并规划了日本的第一个传教士学校。